# Wolhynisches Hochland
Das Wolhynische Hochland (ukrainisch Волинська височина, polnisch Wyżyna Wołyńska) ist ein Hochland im Nordwesten der Ukraine.  
Das Hochland bildet zusammen mit der Podolischen Platte das Wolhynisch-Podolische Hochland, es erstreckt sich vom Bug im Westen bis zum Fluss Kortschyk (Корчик) im Osten über eine Länge von 200 Kilometern und 40 bis 50 Kilometern Breite über die Oblaste Wolyn, Riwne, Lwiw und Chmelnyzkyj.